# 小行星3193
小行星3193（3193 Elliot）是一颗绕太阳运转的小行星，为主小行星带小行星。该小行星于1982年2月发现。
該小行星以美國天文學家詹姆斯·勒德洛·埃利奧特命名。

## 轨道参数
小行星3193的轨道半长轴为2.2964375 UA，离心率为0.105。